# Ernst Hildebrand (Musiker)
Ernst Hildebrand (Pseudonym Brandeau; * 23. Februar 1918 in Hagen; † 31. Juli 1986 in Neusatz) war ein deutscher Komponist und Musiker.

## Leben
Mit 6 Jahren bekam er Violin- und Klavierunterricht. 1934 bis 1937 bekam er an der Musikakademie in Lüdenscheid Unterweisungen für Oboe, Englischhorn, Klavier und Musiktheorie. Seine ersten Instrumentations- und Kompositionsversuche waren Walzer, Märsche und Intermezzofantasien für einen Musikverlag. 1941 begann er sein Studium an der Staatlichen Hochschule für Musik in Berlin in Komposition und Dirigieren u. a. bei Hugo Distler, Hermann Grabner, Gemeindl, Clemens Schmalstich und Schmidt. Während seines Studiums wirkte er auch als Oboist bei den Berliner Philharmonikern, im Rundfunkorchester und als Pianist im kleinen Rundfunk-Unterhaltungsorchester mit. 1944 examinierte er als Dirigent und Kapellmeister.
Seine erste größere Komposition für Blasorchester stammt ebenso aus dem Jahre 1944 Variationen über das Lied „Wohlauf Kameraden aufs Pferd…“ wurde mit dem Luftwaffenmusikkorps der Wehrmacht unter Leitung von Prof. Haase im Februar 1944 für das Radio eingespielt. Hildebrand stand 1944 in der Gottbegnadeten-Liste des Reichsministeriums für Volksaufklärung und Propaganda.
Nach dem Krieg (1946) wurde er Theaterkapellmeister in Düsseldorf. Von 1947 bis 1950 war er Theaterkapellmeister in Wuppertal. Das war auch die Entstehungszeit seiner Musik zu Macbeth sowie für Ballettstücke und Operetten sowie Musicals. 1950 und 1951 war er Kapellmeister am Städtischen Theater in Flensburg. Gleichzeitig war er in den Sommermonaten Chorleiter am Städtischen Theater in Oberhausen. 1955 bis 1959 war er Komponist für diverse Rundfunkanstalten. 1956 und 1957 machte er als Chorleiter in Wiesbaden verschiedene Aufnahmen für den Hessischen Rundfunk. Mit seinen Werken bekam er einige Preise und Auszeichnungen.

## Werke

### Werke für Blasorchester
- 1944 Variationen über das Lied „Wohlauf Kameraden aufs Pferd…“
- 1974 Galaxis Impression für Blasorchester
- 1975 Holidays in space für Chor und Blasorchester
- Beschwingter Auftakt Kleine Ouvertüre
- Electronics Orchester-Impression
- Grand-Prix Moderne Ouvertüre
- Gut gelaunt Interplay
- High in the Sky - deep in the ocean
- Mardigras - Texanische Folklore
- Melorhythm(en)
- Musikpalette
- Pariser Straßenbilder
- Rhapsodie für Bläser
- Sweet Sound
- The Swinging-Classics Medley
- Tanzouvertüre
- Young Generation
- Zirkus-Zauber

### Bühnenwerke
- 1981–1983 Der Kaufmann von Venedig Musik zu Shakespeare’s Komödie
- Ball der Diebe von Anouhil
- Napoleon in New Orleans Lieder zu Kayserrs Theaterstück
- Schiessbudenzauber Ballett
- Der rote Korsar Ballett